# Branko Hucika
Branko Hucika (født 10. juli 1977) er en tidligere kroatisk fodboldspiller.